# Міллер Тауншип (округ Перрі, Пенсільванія)
Міллер Тауншип (англ. Miller Township) — селище (англ. township) в США, в окрузі Перрі штату Пенсільванія. Населення — 962 особи (2020).

## Демографія
Згідно з переписом 2010 року, у селищі мешкало 1098 осіб у 408 домогосподарствах у складі 292 родин. Було 526 помешкань
Расовий склад населення:
| - 99,1 % — білих - 0,4 % — чорних або афроамериканців |

До двох чи більше рас належало 0,5 %. Частка іспаномовних становила 1,0 % від усіх жителів.
За віковим діапазоном населення розподілялося таким чином: 25,8 % — особи молодші 18 років, 64,9 % — особи у віці 18—64 років, 9,3 % — особи у віці 65 років та старші. Медіана віку мешканця становила 39,9 року. На 100 осіб жіночої статі у селищі припадало 108,7 чоловіків;  на 100 жінок у віці від 18 років та старших — 104,8 чоловіків також старших 18 років.
Середній дохід на одне домашнє господарство  становив 74 290 доларів США (медіана — 65 739), а середній дохід на одну сім'ю — 82 813 долари (медіана — 74 375). Медіана доходів становила 51 985 доларів для чоловіків та 40 982 долари для жінок. За межею бідності перебувало 10,0 % осіб, у тому числі 14,4 % дітей у віці до 18 років та 11,5 % осіб у віці 65 років та старших.
Цивільне працевлаштоване населення становило 463 особи. Основні галузі зайнятості: фінанси, страхування та нерухомість — 14,0 %, транспорт — 13,2 %, освіта, охорона здоров'я та соціальна допомога — 12,5 %.